# Jadwiga Pietkiewicz
Jadwiga Pietkiewicz (ur. 26 listopada 1950) – polska koszykarka, reprezentantka Polski.

## Kariera sportowa
Była zawodniczką AZS-AWF Warszawa, w 1970 zdobyła z warszawskim klubem brązowy medal mistrzostw Polski. W latach 1971–1975 wystąpiła w 41 spotkaniach reprezentacji Polski seniorek, m.in. na mistrzostwach Europy w 1974, na których zajęła z drużyną 9. miejsce.
W 1973 ukończyła studia w Akademii Wychowania Fizycznego w Warszawie, w latach 1973–1975 pracowała w macierzystej uczelni, w Zakładzie Sportowych Gier Zespołowych.